# Margit Jung

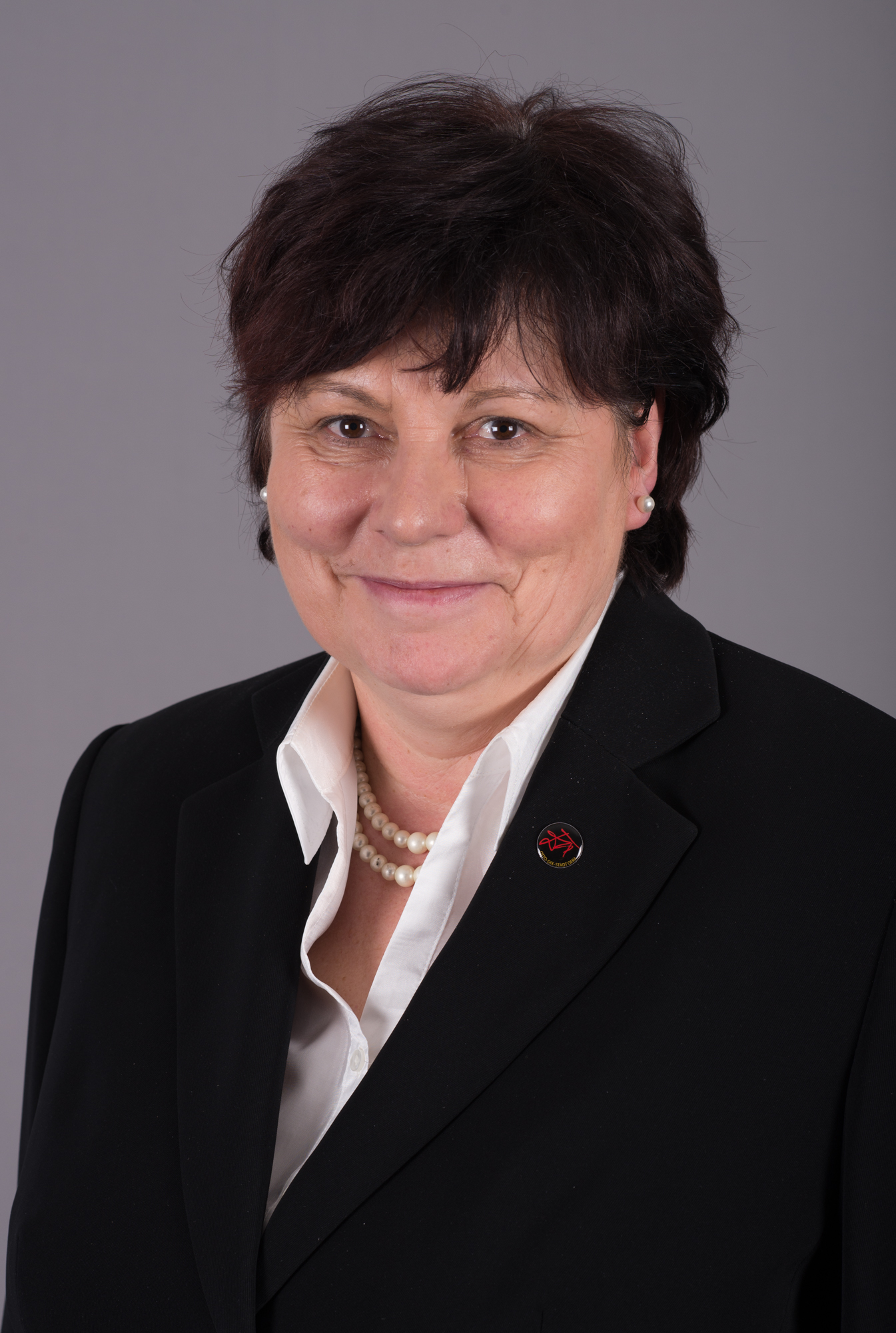
Margit Jung, 2016

Margit Jung (* 30. Januar 1960 in Crimmitschau) ist eine deutsche Politikerin (Die Linke) und war von 2004 bis 2019 Abgeordnete im Thüringer Landtag.

## Werdegang
Jung legte 1978 das Abitur an der EOS in Werdau ab. Nach einer Tätigkeit als Kulturhausleiterin trat sie 1981 der SED bei und studierte bis 1985 Kulturwissenschaften im Fernstudium. Von 1985 bis 1986 besuchte sie die Bezirksparteischule in Mittweida und arbeitete danach bis 1987 als wissenschaftliche Mitarbeiterin für die SED-Kreisleitung Werdau. Von 1987 bis 1990 war sie schließlich Abteilungsleiterin für Kultur beim Rat des Bezirkes in Gera.
Nach der deutschen Wiedervereinigung war sie von 1990 bis 2004 als Geschäftsführerin des Geraer Kreisverbandes der Volkssolidarität tätig.

## Politik
Am 23. Mai 2004 war sie Mitglied der 12. Bundesversammlung. Bei der Landtagswahl im Juni 2004 gewann sie im Wahlkreis Gera I mit 38,5 % der Stimmen eines von fünf Direktmandaten der damaligen PDS in Thüringen. In der Wahlperiode 2004–2009 arbeitete sie als stellvertretende Vorsitzende ihrer Landtagsfraktion und seit 2006 als Vorsitzende des Landtagsausschusses für Familie, Soziales und Gesundheit. Bei den Landtagswahlen 2009 und 2014 konnte Jung – zuletzt mit einem Erststimmenanteil von 34,5 % – den Wahlkreis Gera I jeweils erneut gewinnen und zog in den Thüringer Landtag ein. In der Wahlperiode 2014–2019 war sie Vizepräsidentin des Thüringer Landtages. Zur Landtagswahl 2019 trat sie nicht mehr an.
Margit Jung gehörte auch dem Geraer Stadtrat an und war dort zeitweise Fraktionsvorsitzende ihrer Partei. Zum Jahresende 2015 legte sie ihr Stadtratsmandat nieder, um sich ganz auf ihre Arbeit im Thüringer Landtag zu konzentrieren.
Bei den Kommunalwahlen in Thüringen 2018 kandidierte sie für das Amt der Geraer Oberbürgermeisterin und erreichte 13,3 Prozent der Stimmen.